# Луароксанс
Луароксанс (фр. Loireauxence) — муніципалітет у Франції, у регіоні Пеї-де-ла-Луар, департамент Атлантична Луара. Луароксанс утворено 1 січня 2016 року шляхом злиття муніципалітетів Белліньє, Ла-Шапель-Сен-Совер, Ла-Руксьєр i Варад. Адміністративним центром муніципалітету є Варад. Населення — 7517 осіб (01.01.2021).